# Marianne Werner
Marianne Werner (Dülmen, 4 januari 1924 – 22 juli 2023) was een Duitse atlete.
Op de Olympische Zomerspelen in 1952 behaalde Werner een zilveren medaille op het onderdeel kogelstoten. Ook nam ze deel aan het onderdeel discuswerpen, waar ze negende werd.
Vier jaar later behaalde ze op de Olympische Zomerspelen in 1956 de bronzen medaille op het onderdeel kogelstoten. Op het onderdeel discuswerpen werd ze tiende.
In 1958 werd Werner Europees kampioen kogelstoten.
Werner overleed op 99-jarige leeftijd.
- Gemeinsame Normdatei: 1297885538
- Virtual International Authority File: 2629169181059569050004